# 472
Період падіння Західної Римської імперії. У Східній Римській імперії триває правління Лева I Макелли. У Західній зміна правління. Значна частина території окупована варварами, зокрема в Іберії утворилося Вестготське королівство, а Північну Африку захопили вандали, утворивши Африканське королівство, у Тисо-Дунайській низовині утворилося Королівство гепідів.
У Південному Китаї правління династії Лю Сун, на півночі Північної Вей. В Індії правління імперії Гуптів. У Японії триває період Ямато. У Персії править династія Сассанідів.
На території лісостепової України Черняхівська культура. Історики VI століття згадують плем'я антів, що мешкало на території сучасної України приблизно з IV сторіччя. У Північному Причорномор'ї центр володінь гунів, що підкорили собі інші кочові племена, зокрема сарматів та аланів.

## Події
- У Західній Римській імперії військовий магістр і фактичний правитель Ріцімер остаточно розсварився з імператором Прокопієм Антемієм. Антемія упіймали й стратили.
- 11 липня Ріцімер проголосив імператором Олібрія. Через два місяці помер сам Ріцімер. Військовим магістром став Гундобад.
- 2 листопада після чотирьох місяців правління помер Олібрій.
- Відбулося виверження Везувія.
- Пограбування Рима (472)